# Hoe?Zo!
Hoe?Zo! was een populairwetenschappelijk televisieprogramma van de openbare omroep dat werd uitgezonden op TV1 (VRT) van 2002 tot eind 2005. Het werd gepresenteerd door Bart Peeters. Van 2003 tot 2009 werd het in Nederland uitgezonden door Teleac/NOT, eveneens gepresenteerd door Peeters. Het bijbehorende radioprogramma werd in 2014 opgevolgd door De Kennis van Nu Radio. In 2022 wordt bij Zapp een soortgelijk programma uitgezonden onder de titel De Smerige Quiz: Het Experiment.

## Spelverloop
In dit programma moesten twee kandidaten (bekende personen) het tegen elkaar opnemen en wetenschappelijke meerkeuzevragen beantwoorden.
In elke aflevering waren er negen vragen. Bij bijna elke vraag werd er een proefje gedaan om het antwoord te ontdekken. Die proeven vonden meestal in de studio (Technopolis in België, NEMO in Nederland in het eerste seizoen, later in diverse studio's in het land) plaats.
De eerste acht vragen leverden één punt per goed antwoord op.
De laatste vraag was de finale en goed voor vijf punten.
De winnaar was degene met de meeste punten en die ontving een model van de hersenen in platina in de Nederlandse versie en in goud in de Belgische editie.
De verliezer moest zijn lichaam ter beschikking stellen aan de wetenschap door deel te nemen aan een enge of zware proef.

## Categorieën
De vragen waren verdeeld in drie categorieën:
- Fysica en Techniek
- Biologie en Natuur
- Psychologie en Gedrag

## Deskundigen
In het programma werd na het kiezen van het meerkeuze-antwoord op iedere vraag uitleg gegeven door een deskundige. 
In Vlaanderen waren dit onder meer:
- voor biologie en natuur: Ann Van Der Auweraert, Dirk Draulans;
- voor fysica en techniek: Floris Wuyts, Bart De Moor;
- voor psychologie en gedrag: Vincent Martin.

In Nederland:
- voor biologie en natuur: Bas Defize en Louise Vet;
- voor fysica en techniek: Hester Bijl en Robbert Dijkgraaf;
- voor psychologie en gedrag: Wop Rietveld en Frans Verstraten.

Ze deden met of voor de ogen van de kandidaten een proef en verklaarden het resultaat. In iedere aflevering zaten drie van de zes deskundigen, voor iedere categorie een.